# Парламентские выборы на Кубе (1950)
Парламентские выборы на Кубе проходили 1 июня 1950 года. В результате альянс Кубинской революционной партии («Аутентико»), Демократической и Либеральной партий одержала победу, получив 42 из 66 мест Палаты представителей. 

## Результаты
| Партия                                                       | Голосов | %     | Мест |
| ------------------------------------------------------------ | ------- | ----- | ---- |
| Альянс «Аутентико»/Либеральная партия/Демократическая партия |         | 60,00 | 42   |
| Ортодоксальная партия                                        |         | 12,86 | 9    |
| Республиканская партия                                       |         | 10,00 | 7    |
| Прогрессивное действие                                       |         | 5,72  | 4    |
| Народная социалистическая партия                             |         | 5,71  | 4    |
| Партия объединённого действия                                |         | 5,71  | 4    |
| Недействительных/пустых бюллетеней                           |         | -     | -    |
| Всего                                                        |         | 100   | 66   |
| Источник: Dieter Nohlen                                      |         |       |      |